# Kalutara (plaats)
Kalutara (Singalees: Kaḷutara; Tamil: Kaḷuttuṟai) is een plaats in Sri Lanka en is de hoofdplaats van het district Kalutara.
Kalutara telde in 2001 bij de volkstelling 37.081 inwoners.